# Municipio de Buffalo (condado de Barton)
El municipio de Buffalo (en inglés: Buffalo Township) es un municipio ubicado en el condado de Barton en el estado estadounidense de Kansas. En el año 2010 tenía una población de 417 habitantes y una densidad poblacional de 4,71 personas por km².

## Geografía
El municipio de Buffalo se encuentra ubicado en las coordenadas 38°23′30″N 98°52′5″O / 38.39167, -98.86806. Según la Oficina del Censo de los Estados Unidos, el municipio tiene una superficie total de 88.59 km², de la cual 88,46 km² corresponden a tierra firme y (0,15 %) 0,14 km² es agua.

## Demografía
Según el censo de 2010, había 417 personas residiendo en el municipio de Buffalo. La densidad de población era de 4,71 hab./km². De los 417 habitantes, el municipio de Buffalo estaba compuesto por el 96,16 % blancos, el 0,24 % eran afroamericanos, el 0,48 % eran amerindios, el 0,24 % eran asiáticos, el 1,92 % eran de otras razas y el 0,96 % eran de una mezcla de razas. Del total de la población el 2,64 % eran hispanos o latinos de cualquier raza.